# Municipio de Upsala
Upsala (en sueco: Uppsala kommun) es un municipio de la provincia de Upsala, Suecia, en la provincia histórica de Uppland. Su sede se encuentra en la ciudad universitaria de Upsala.
El municipio actual se formó durante la reforma municipal de 1971 con la fusión de la ciudad de Upsala (Uppsala stad) con los municipios rurales de Almunge, Björklinge, Bälinge, Knivsta, Norra Hagunda y Vattholma, así como partes de Knutby (parroquias de Bladåkers, Faringe y Knutby). En 1974 se incorporaron partes del municipio disuelto de Öland (Rasbo, Rasbokils, Stavby y Tuna). En 2003, el área que formó el municipio rural de Knivsta se separó para formar el municipio de Knivsta.

## Localidades
Hay 28 áreas urbanas (tätort) en el municipio:
| #  | Tätort             | Población |
| -- | ------------------ | --------- |
| 1  | Upsala             | 160 462   |
| 2  | Sävja              | 9691      |
| 3  | Storvreta          | 6281      |
| 4  | Björklinge         | 3254      |
| 5  | Bälinge            | 2431      |
| 6  | Jälla              | 1561      |
| 7  | Lövstalöt          | 1430      |
| 8  | Vattholma          | 1405      |
| 9  | Vänge              | 1293      |
| 10 | Ytternäs y Vreta   | 809       |
| 11 | Almunge            | 800       |
| 12 | Länna              | 714       |
| 13 | Knutby             | 696       |
| 14 | Skyttorp           | 668       |
| 15 | Gunsta             | 618       |
| 16 | Gåvsta             | 557       |
| 17 | Järlåsa            | 539       |
| 18 | Ultuna             | 490       |
| 19 | Skölsta            | 436       |
| 20 | Danmark            | 433       |
| 21 | Bärby              | 363       |
| 22 | Ramstalund         | 350       |
| 23 | Funbo              | 324       |
| 24 | Håga               | 310       |
| 25 | Vårdsätra          | 310       |
| 26 | Selknä y Marielund | 299       |
| 27 | Blackstalund       | 227       |
| 28 | Läby               | 230       |

## Demografía

### Desarrollo poblacional
| Gráfica de evolución demográfica de Upsala entre 1810 y 2015 |
|                                                              |
| Fuente: SCB                                                  |

## Ciudades hermanas
Upsala esta hermanado o tiene tratado de cooperación con:
| - Bærum, Noruega - Frederiksberg, Dinamarca - Hafnarfjörður, Islandia | - Hämeenlinna, Finlandia - Tartu, Estonia - Mineápolis, Minesota | - Daejeon, Corea del Sur - Nankín, China - Heidelberg, Alemania |